# Cord-Friedrich Berghahn
Cord-Friedrich Berghahn (* 1969 in Detmold) ist ein deutscher Literaturwissenschaftler und Hochschullehrer. Er ist Professor für Neuere deutsche Literatur an der Technischen Universität Braunschweig, Präsident der Lessing-Akademie und des Israel-Jacobson-Netzwerks sowie Hauptherausgeber der Germanisch-Romanischen Monatsschrift.

## Werdegang
Cord-Friedrich Berghahn studierte Germanistik und Anglistik an der Technischen Universität Berlin und schloss im Jahr 1998 mit dem Ersten Staatsexamen ab. Bereits ein Jahr später wurde er mit einer Arbeit über das Spätwerk Moses Mendelssohns promoviert. Von 2000 bis 2004 war er wissenschaftlicher Assistent an der TU Braunschweig und anschließend dort wissenschaftlicher Angestellter. Er habilitierte sich 2009 mit einer Studie über Autonomie in der Literatur und Kultur um 1800. Die Lessing-Akademie in Wolfenbüttel wählte ihn 2012 zum Präsidenten. Seit 2013 ist Berghahn Sprecher des wissenschaftlichen Beirats der Dessauer Moses Mendelssohn-Stiftung zur Förderung der Geisteswissenschaften. Die TU Braunschweig hat ihn im Jahr 2016 zum außerplanmäßigen Professor für Neuere deutsche Literatur ernannt. Ein Jahr später wurde Berghahn in die Klasse für Geisteswissenschaften der Braunschweigischen Wissenschaftlichen Gesellschaft aufgenommen. 2020 wurde er zum Präsidenten des Israel Jacobson-Netzwerks gewählt, zu dessen Gründungsmitgliedern er zählt. Seit 2021 ist Berghahn Hauptherausgeber der Germanisch-Romanischen Monatsschrift. Im Juli 2023 wurde er von der TU Braunschweig zum Professor ernannt.

## Forschung
Seit seiner Dissertation bildet die deutsch-jüdische Aufklärung im 18. Jahrhundert einen Schwerpunkt in Berghahns Forschungstätigkeit. Zu Moses Mendelssohn und Gotthold Ephraim Lessing hat er eine Vielzahl von Publikationen, Handbuchbeiträgen und Lexikonartikeln vorgelegt. 2023 startete das von Berghahn zusammen mit Kai Bremer (Freie Universität Berlin), Peter Burschel (Herzog August Bibliothek), Élisabeth Décultot (Universität Halle), Berenike Herrmann (Universität Bielefeld) und Jörg Wesche (Universität Göttingen) konzipierte Projekt „Lessing digital“ mit der digitalen historisch-kritischen Edition der Werke Lessings. Die geplante Ausgabe, deren Primärtexte sowohl als open access wie auch in Printform verfügbar sein sollen, hat langfristig das Ziel, die zwischen 1886 und 1924 erstellte erste historisch-kritische Gesamtausgabe der Schriften Lessings durch Karl Lachmann und Franz Muncker zu ersetzen. Ein Anfang 2023 erschienener wissenschaftlicher Tagungsband, der eine internationale Tagung zur Lessingphilologie dokumentiert, umreißt das Editionsprojekt.
Im Zusammenhang seiner Lessing- und Aufklärungsforschung untersucht Berghahn in wechselnden Konstellationen die Wissensgeschichte des Braunschweigischen Collegium Carolinum. Dieses Projekt hat seit 2013 Bücher und Editionen u. a. zu Johann Joachim Eschenburg, Friedrich Wilhelm Zachariä, Johann Joachim Christoph Bode, Johann Arnold Ebert und zur deutschen Wirkungsgeschichte von Edward Gibbon gezeitigt.
Berghahns Interesse gilt zudem der Literatur und Kultur der Goethezeit, hier besonders Karl Philipp Moritz und Ludwig Tieck, aber auch Wilhelm von Humboldt, Goethe und Schiller, und er untersucht die Wechselwirkungen zwischen Literatur, Architektur und Ästhetik, etwa bei Friedrich Gilly, Karl Friedrich Schinkel und Wilhelm von Humboldt. Darüber hinaus gilt sein Interesse dem Verhältnis von Dichtung und Musik, insbesondere in den Musiktheaterkonzepten von Richard Wagner und Richard Strauss. Mit Arbeiten zu Walter Benjamin, Ricarda Huch und Ernst Jünger reichen seine Forschungen bis in das 20. Jahrhundert.

## Schriften

### Monographien
- Moses Mendelssohns „Jerusalem“. Ein Beitrag zur Geschichte der Menschenrechte und der pluralistischen Gesellschaft in der deutschen Aufklärung. Niemeyer, Tübingen 2001, ISBN 3-484-18161-3.
- Das Wagnis der Autonomie. Studien zu Karl Philipp Moritz, Wilhelm von Humboldt, Heinrich Gentz, Friedrich Gilly und Ludwig Tieck. Winter, Heidelberg 2012, ISBN 978-3-8253-5988-1.
- Émile Zola. Deutscher Kunstverlag, Berlin/München 2013, ISBN 978-3-4220-7209-1.

### Herausgeberschaften (Auswahl)
- mit Renate Stauf: Bausteine der Moderne. Eine Recherche. Winter, Heidelberg 2007, ISBN 978-3-8253-5329-2.
- mit Heinz Ludwig Arnold: Moses Mendelssohn (= Text + Kritik Sonderband). Ed. Text + Kritik, München 2011, ISBN 978-3-86916-109-9.
- mit Till Kinzel: Johann Joachim Eschenburg und die Künste und Wissenschaften zwischen Aufklärung und Romantik. Netzwerke und Kulturen des Wissens. Winter, Heidelberg 2013, ISBN 978-3-8253-6091-7.
- mit Jörg Paulus und Jan Röhnert: Geschichtsgefühl und Gestaltungskraft. Fiktionalisierungsverfahren, Gattungspoetik und Autoreflexion bei Ricarda Huch. Winter, Heidelberg 2016, ISBN 978-3-8253-6644-5.
- mit Imke Lang-Groth: Joachim Heinrich Campe. Dichtung, Sprache, Pädagogik und Politik zwischen Aufklärung, Revolution und Restauration. Winter, Heidelberg 2021, ISBN 978-3-8253-4814-4.
- mit Conrad Wiedemann und Avi Lifschitz: Jüdische und christliche Intellektuelle in Berlin um 1800, Freundschaften – Partnerschaften – Feindschaften. Wehrhahn, Hannover 2021, ISBN 978-3-86525-825-0.
- mit Dirk Niefanger, Gunnar Och und Birka Siwczyk: Lessing und das Judentum. Lektüren, Dialoge, Kontroversen im 20. und 21. Jahrhundert. Olms, Hildesheim/Zürich/New York 2021, ISBN 978-3-487-14890-8.
- mit Katrin Keßler, Ulrich Knufinke und Mirko Przystawik: Israel Jacobson (1768–1828). Studien zu Leben, Werk und Wirkung. Wallstein, Göttingen 2022, ISBN 978-3-8353-5145-5.
- Wilhelm von Humboldt-Handbuch. Leben – Werk – Wirkung. Metzler, Berlin 2022, ISBN 978-3-476-02637-8.
- mit Kai Bremer und Peter Burschel: Lessing digital. Studien für eine historisch-kritische Neuedition. De Gruyter, Berlin/Boston 2023, ISBN 978-3-11-076522-9.
- mit Gerd Biegel und Till Kinzel: Johann Anton Leisewitz (1752–1806). Leben und Werk eines norddeutschen Spätaufklärers. Winter, Heidelberg 2025. ISBN 978-3-8253-9655-8.